# Institución Colombina

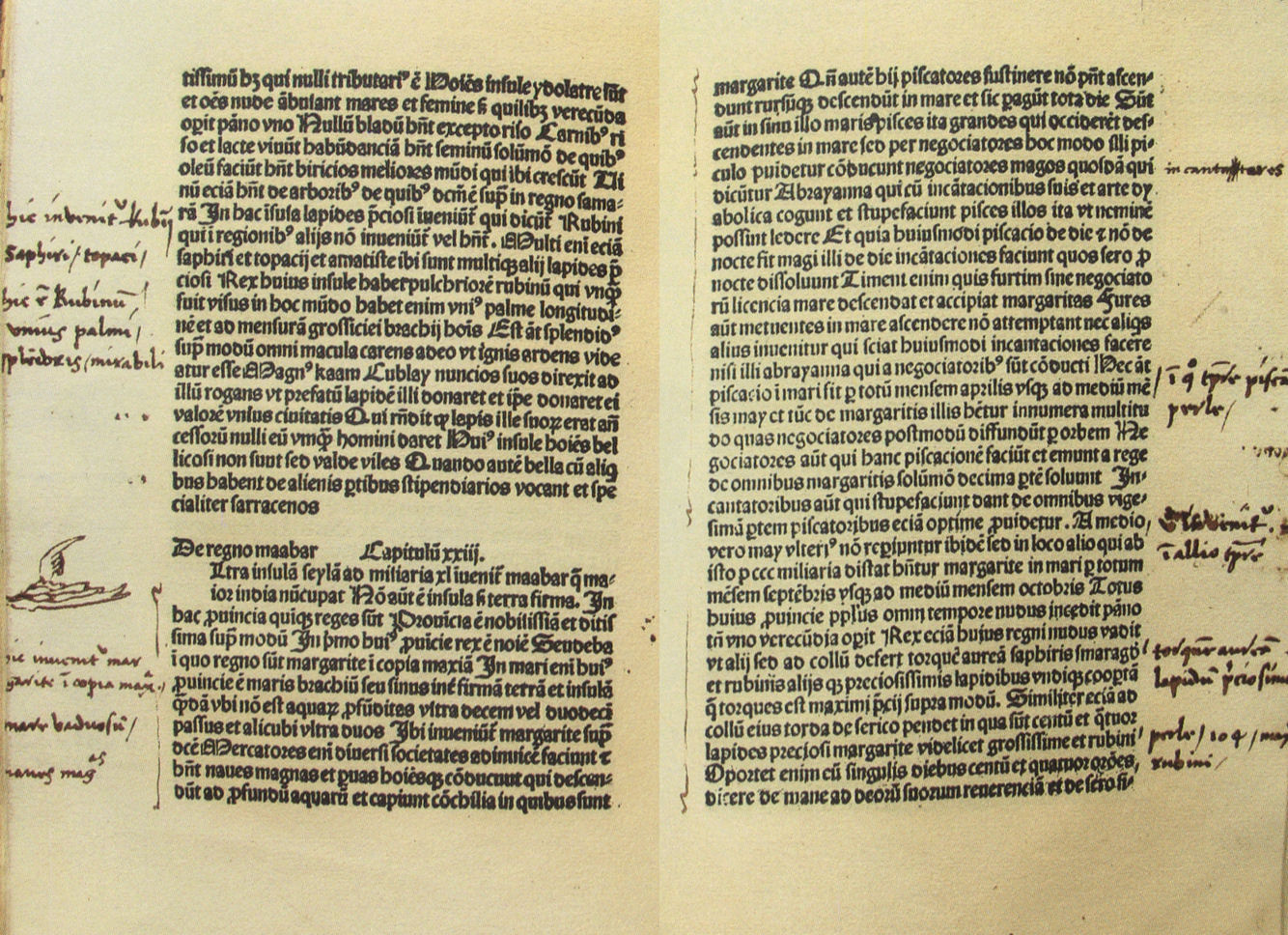
Les notes de Colomb sur "Le Livre des Merveilles" de Marco Polo sont visibles dans les marges. Le livre se trouve à la Biblioteca Colombina.

L'Institución Colombina, située à Séville, en Espagne, est un organisme qui administre la Biblioteca Capitular, la Biblioteca Colombina, les archives de la cathédrale, la bibliothèque de l'archevêché et les Archives générales de l'archevêché . La Biblioteca Capitular et la Biblioteca Colombina sont des bibliothèques privées qui ne sont pas financées par le gouvernement espagnol, mais par la Fondation Christophe Colomb et l'Institución Colombina .

## La Bibliothèque Colombine

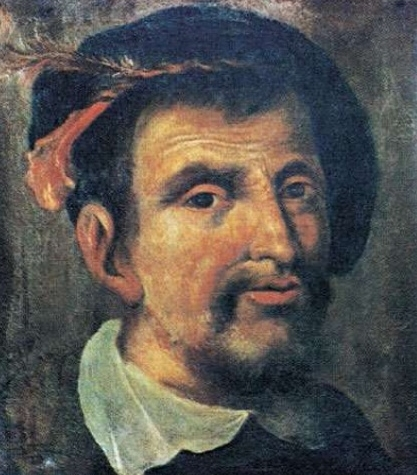
Fernand Colomb.

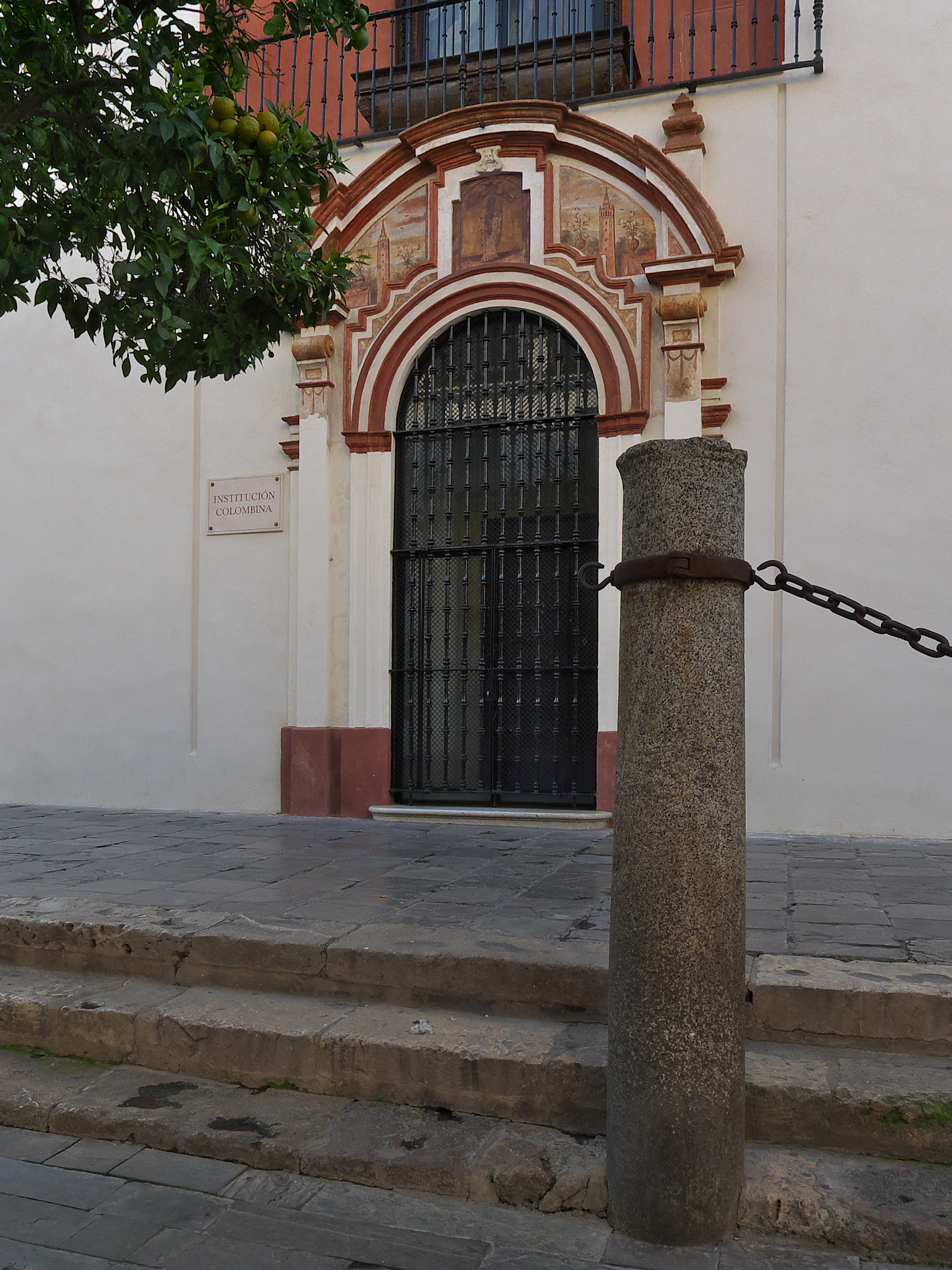
Portail de la Biblioteca Colombina.

Fernand Colomb, fils illégitime de Christophe Colomb et de sa maîtresse Beatriz Enriquez de Arana, est connu comme érudit. Il dispose d'un revenu généreux provenant du domaine du Nouveau Monde de son père. Il en utilise l'essentiel pour acheter des livres, constituant une bibliothèque personnelle de plus de quinze mille volumes. Cette bibliothèque est fréquentée par des personnes instruites en Espagne et ailleurs, y compris le philosophe hollandais Érasme.
Outre sa taille, la bibliothèque est unique à plusieurs égards. Fernand Colomb annote personnellement chaque livre acquis par lui-même ou par ses associés en mentionnant la date d’achat, l’emplacement et le montant payé. Il consacre l’essentiel de ses achats à des livres imprimés plutôt qu'à des manuscrits. En conséquence, la bibliothèque contient un nombre considérable d'incunables (actuellement 1 194 titres), c'est-à-dire de livres imprimés entre les années 1453 et 1500. Enfin, il recrute une équipe de bibliothécaires à plein temps, tenus de vivre sur place pour se consacrer exclusivement à la bibliothèque. Les volumes de la bibliothèque personnelle de son père Christophe Colomb, dont il a hérité contiennent beaucoup d'informations précieuses sur Colomb, ses intérêts et ses explorations.
Des dispositions dans le testament de Fernand Colomb devaient assurer le maintien de la bibliothèque après son décès, notamment pour que la collection ne soit pas vendue et que le fonds continue à être abondé. En dépit de cette précaution, la propriété de la bibliothèque a été contestée pendant plusieurs décennies après la mort de Fernand jusqu'à son transfert à la cathédrale de Séville, en Espagne.
Pendant cette période de propriété contestée, la taille de la bibliothèque s'est réduite à environ 7.000 titres. Cependant, la bibliothèque, renommée Biblioteca Colombina, a été bien conservée par la cathédrale. Enrichie par le legs de Fernand Colomb, elle est aujourd'hui accessible aux universitaires, aux étudiants et aux bibliophiles.
La Biblioteca Colombina est située du côté est du Patio de los Naranjos. Elle contient des incunables et des ouvrages rares sur la découverte de l'Amérique. Elle contient des manuscrits annotés par Christophe Colomb lui-même.

## Biblioteca Capitular
La bibliothèque capitulaire de Tolède (Biblioteca Capitular) a été fondée lors de la reconquête de Tolède par Alphonse VI (1085), avec l'arrivée à la ville du nouvel archevêque de Tolède, Bernardo de Sédirac. Alfonso a fait don d'une partie de sa bibliothèque personnelle à la cathédrale, donation à l'origine de la bibliothèque.

## LeLibro de los Epítomes
Le manuscrit du Libro de los Epítomes a été retrouvé en 2013 par un chercheur québécois à l'Université de Copenhague, dans la collection ayant appartenu à Árni Magnússon, un érudit islandais né en 1663. En 2019, il est authentifié par Edward Wilson-Lee et José María Pérez Fernández, comme un manuscrit ayant appartenu à Fernand Colomb. Ce volume contient des milliers de résumés de livres d'il y a 500 ans, dont une grande majorité a disparu. D'une épaisseur de 30 cm environ, il contient plus de 2000 pages de résumés des livres de la bibliothèque de Fernand Colomb. Les textes et résumés varient de seulement quelques lignes à plus de 30 pages pour les ouvrages les plus importants.